# Пойкелусъярви
По́йкелусъя́рви (фин. Poikelusjärvi) — озеро на территории Хаапалампинского сельского поселения Сортавальского района Республики Карелия.

## Общие сведения
Площадь озера — 1,6 км². Располагается на высоте 14,1 метров над уровнем моря.
Форма озера лопастная. Берега изрезанные, каменисто-песчаные, местами скалистые.
Из озера вытекает протока, впадающая в озеро Лавиярви, из которого воды попадают в озеро Поляково и, далее, в Ладожское озеро.
В озере расположены два крупных (по масштабам озера) острова: Пойкелуссаари (фин. Poikelussaari) и Кальюсенсаари (фин. Kaljusensaari) третий, небольшой, без названия, в юго-западной оконечности озера.
Населённые пункты возле озера отсутствуют. Ближайший — посёлок Рауталахти — расположен в 1,5 км к юго-востоку от озера.
Код объекта в государственном водном реестре — 01040300211102000013131.